# Incidente del Puente de Marco Polo
El incidente del Puente de Marco Polo, ocurrido el 7 de julio de 1937, marcó el inicio de la segunda guerra sino-japonesa entre el Imperio del Japón y la República de China. Los soldados de ambas potencias se enfrentaron 15 kilómetros al suroeste del centro de Pekín, en el Puente de Marco Polo (卢沟桥/盧溝橋, Lugou Qiao en chino), sobre el río Yongding. En Japón se conoce al incidente como Asunto del Puente Roko (en jap. 盧溝橋事件, Rokokyo-jiken) o Incidente del Puente Roko (en jap. 盧溝橋事変, Rokokyo-jihen). En China se lo conoce, en cambio, como Incidente del 7 de julio (en chino 七七事变/七七事變, pinyin qīqī shìbiàn) e incidente Lugouqiao (en chino:卢沟桥事变/蘆溝橋事變, pinyin lúgōuqiáo shìbiàn).
La creación de Manchukuo en 1934 y la posterior expansión de la influencia de Japón por el norte de China, en detrimento del poder del Kuomintang en la zona, aumentaron la tensión entre los Gobiernos de Tokio y Nankín. La preocupación por un posible enfrentamiento con la URSS y la conveniencia de reforzar su poder en Manchukuo en tal caso hicieron, sin embargo, que Japón prefiriese no enfrentarse directamente con los Nacionalistas chinos, sino tratar de extender su poder en la región mediante la política y la economía en vez de por medio de choques militares. Aun así, Nankín veía con malos ojos la expansión del poder japonés, y los planes de Tokio para estrechar las relaciones económicas entre el Imperio, el norte de China, Corea y Manchukuo exacerbaron la tensión en el verano de 1937.
En este ambiente de gran tensión, los japoneses hicieron maniobras militares a las afueras de Pekín. Durante las maniobras un soldado japonés se perdió durante un corto periodo de tiempo y se produjo un tiroteo de origen desconocido. Esta escaramuza pronto creció hasta convertirse en un enfrentamiento entre las unidades chinas y japonesas que se encontraban en las cercanías, a pesar de los acuerdos de los mandos locales para resolver pacíficamente el incidente. Mientras los mandos de las unidades implicadas acordaban una resolución para el conflicto, los subalternos continuaban el enfrentamiento. La negativa de Nankín a controlar la situación y su envío de tropas al norte hizo que Tokio se decidiese a reaccionar después de tratar inicialmente de olvidar el choque. Los Gobiernos adoptaron posiciones cada vez más irreconciliables que hicieron fracasar los intentos de los altos oficiales de ambos bandos destinados en la zona por encontrar una solución pacífica al incidente. A finales de julio, se reanudaron los enfrentamientos en los alrededores de Pekín, que acabaron con la retirada de las fuerzas chinas. La extensión de los choques a otros puntos de China y el fracaso de las conversaciones intergubernamentales a comienzos de agosto condujeron a la guerra entre los dos países.
Este enfrentamiento, aunque menor, acabó desencadenando una serie de acontecimientos que llevaron a una guerra abierta entre las dos naciones. Asimismo, la expansión japonesa en el norte de China y el crecimiento del nacionalismo chino llevó a un conflicto difícilmente evitable. Numerosos historiadores describen el incidente como un pretexto del Ejército nipón para justificar la guerra, de manera similar al anterior Incidente de Mukden que llevó a la ocupación de Manchuria. Otros, por el contrario, consideran que no se trató de una conspiración de los militares japoneses (a diferencia del Incidente de Mukden), sino de un choque que llevó a la guerra debido a la reacción de los Gobiernos chino y japonés.

## Antecedentes

La creación del Estado de Manchuria con el gobierno japonés como protector y paralelamente la ocupación de Corea por las fuerzas militares del país nipón representaban un serio peligro para el ya muy debilitado Partido Nacionalista Chino que encabezaba el liderazgo de la República china.

Tras la formación de Manchukuo, la expansión del Japón por el norte de China marcó su política hacia el país. Desde el incidente de Manchuria, el Gobierno chino, a pesar de avanzar en sus objetivos de unificación nacional, se había visto forzado a retirarse ante los constantes avances japoneses en China.
El Imperio deseaba crear una zona de protección para Manchukuo, respaldando para ello a diversos Gobiernos chinos y mongoles en la China septentrional que lo aislasen del Gobierno Nacionalista de Nankín. En junio de 1935, se alcanzaron dos acuerdos que excluían a los políticos y militares del Kuomintang del norte del país (entre ellos el acuerdo Ho-Umezu). Durante el otoño, los Gobiernos de Tokio y Nankín negociaron para tratar de lograr sus objetivos incompatibles: los japoneses deseaban dominar el país mediante un pacto que sometiese al Kuomintang, mientras que este trataba de retomar el poder en las provincias septentrionales perdidas. Incapaces de ponerse de acuerdo, los Gobiernos rompieron las negociaciones el 8 de enero de 1936.
En la primavera de 1936, el gabinete del primer ministro Kōki Hirota formó en secreto un comité para decidir la política oficial hacia China y someter a su control al Ejército de Kwantung, para lo que retiró del control de este a la guarnición de Tianjin y creó un nuevo mando militar, el del Ejército de la China Septentrional, constituido por oficiales cercanos al ministerio de la Guerra y al alto mando. Este debía servir para fomentar la subversión en la región norte. En agosto las propuestas del comité fueron aprobadas por el gabinete nipón, que decidió abandonar los choques armados para lograr sus objetivos y concentrarse en la presión política y económica de las organizaciones políticas del norte de China para conseguirlos. Deseosos de desarrollar el potencial industrial de Manchukuo para un próximo enfrentamiento con la Unión Soviética y considerando innecesarios para esto los recursos de la China septentrional, en junio de 1937 el Ejército de Kwantung decidió evitar los choques con los Nacionalistas chinos y centrarse en sus planes quinquenales para Manchukuo. Para el Ejército imperial, el principal enemigo contra el que debía prepararse era la URSS, no el Gobierno de Jiang Jieshi.
El 15 de junio de 1937, el Gobierno japonés decidió la unión económica de Manchukuo con Japón. Tres días más tarde el ministro de Exteriores chino indicaba que sólo el fin del contrabando en Hebei, la supresión del Gobierno títere de la provincia y la restauración de la autoridad de su Gobierno en las provincias del norte podían llevar a la normalización de las relaciones bilaterales, además de afirmar su intención de resistir cualquier posible invasión. El 4 de julio, tras su éxito en la escaramuza con las tropas soviéticas en el río Amur, con las conversaciones anglo-japonesas sobre China desarrollándose favorablemente y con esta aislada diplomáticamente, Japón anunció su plan para la unificación económica de Corea, Manchukuo, el norte de China y Japón. En este ambiente tenso, los japoneses anunciaron el comienzo de maniobras al sur de Pekín, cerca de Wanping, localidad en la línea del ferrocarril Pekín-Hankou que controlaba el tráfico ferroviario hacia el sur.

## Desarrollo

### Primeros choques

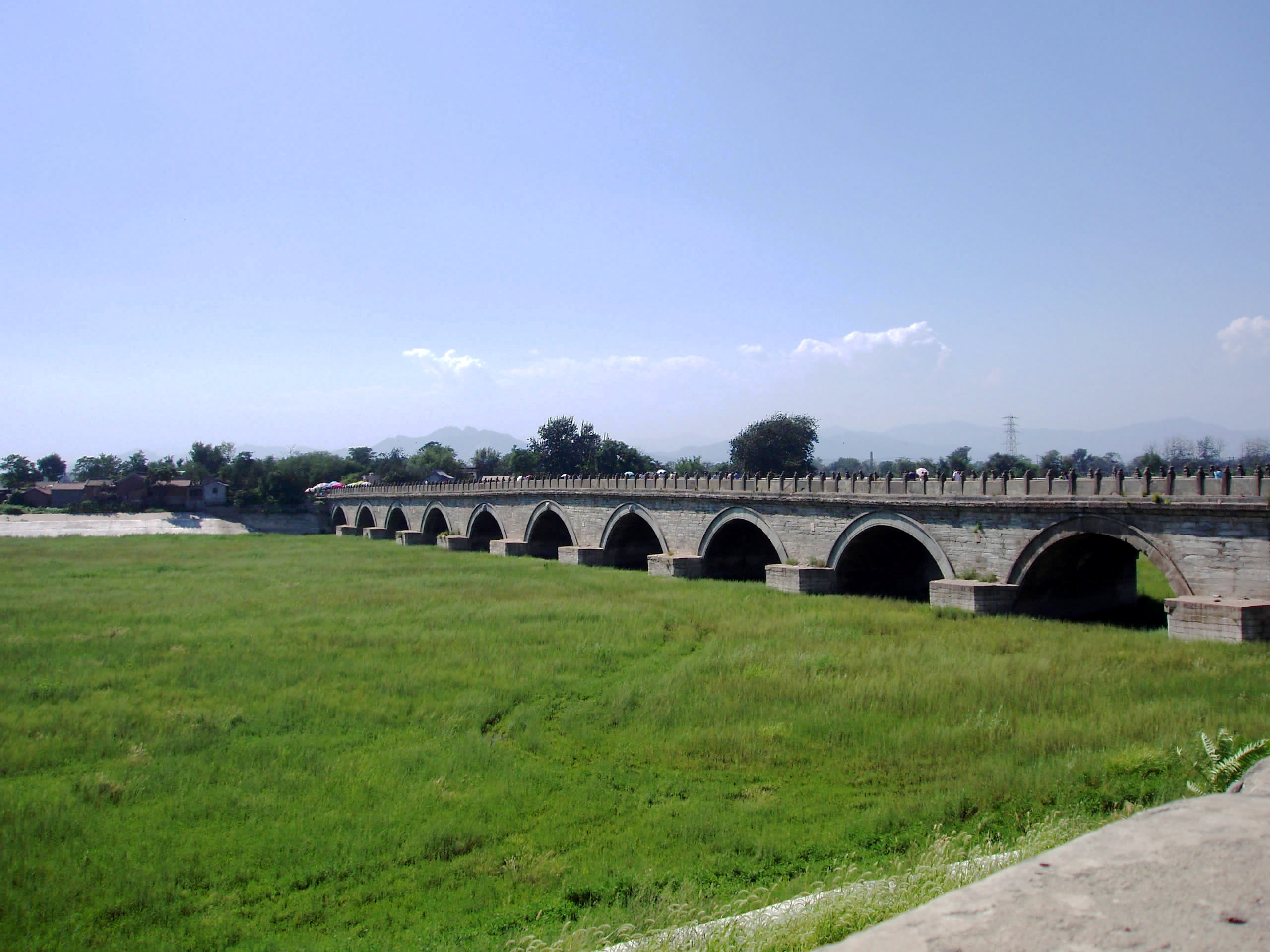
El puente de Marco Polo, a las afueras de Pekín. En sus cercanías se llevaron a cabo las maniobras nocturnas japonesas que dieron comienzo al incidente.

El desencadenante del conflicto fue la pérdida temporal de uno de sus soldados por parte del batallón Ichiki de las tropas acuarteladas en Pekín, que pidió la entrada en la guarnición china de Wanping. La guarnición japonesa de Pekín, parte del Ejército de China Septentrional (unos cuatro mil hombres, con su cuartel general en Tianjin) se hallaba de maniobras a las afueras de la ciudad, en una zona permitida para ello por los acuerdos posteriores a la Rebelión de los Bóxers, en las cercanías del puente de Marco Polo, a unos 12 km al oeste de Pekín. El soldado desaparecido fue encontrado apenas veinte minutos más tarde del primer tiroteo, que tuvo lugar hacia las 10:30 de la noche del 7 de julio. El origen de los disparos no se pudo determinar, pero le pareció al oficial japonés presente con las tropas chinas que provenían de sus líneas y al chino enviado junto a las unidades japonesas de maniobras que provenía de las líneas chinas. Diversas teorías se han presentado, indicando que los disparos contra las tropas japonesas pudieron realizarlas soldados comunistas infiltrados entre las unidades chinas, soldados japoneses, soldados fieles al caudillo militar Feng Yuxiang o simplemente soldados chinos atemorizados por las maniobras niponas, pero ninguna ha recibido el apoyo de pruebas suficientes para ser corroborada.
Hacia la medianoche del 7 de julio, el coronel japonés Matsui comunicó al alcalde de Pekín que había sucedido una escaramuza y que un soldado japonés había desaparecido (no se comunicó a tiempo a los mandos su regreso) y solicitó permiso para registrar Wanping en su busca. El alcalde, general Chin, al mando del 29.º Ejército, sugirió por el contrario formar una comisión mixta para investigar lo sucedido a la vez que ordenaba al comandante chino de Wanping que evitara la entrada de tropas en la ciudad. Mientras Matsui aceptaba la propuesta de Chin en la madrugada del día 9, se acordaba el alto el fuego, la retirada japonesa y el relevo de la división china y se formaba la comisión; unidades japonesas trataron de entrar por la fuerza en Wanping y fueron rechazadas. Tras este segundo choque, ambos bandos enviaron un batallón al lugar y creció notablemente la tensión.
Parece que, a pesar de la importancia de Wanping como nudo ferroviario, los japoneses no tenían intención de tomar la ciudad, ya que el grueso de sus tropas se hallaba de maniobras y en mala posición para atacarla. Pese a la orden general del alto mando japonés de evitar incidentes con los chinos, a la mala disposición de las unidades para los combates y de hallarse el general al mando del Ejército de China Septentrional indispuesto por un ataque al corazón, los mandos locales permitieron al mayor Kiyonao Ichiki, al mando del batallón enviado a Wanping, atacarla si las unidades chinas le agredían. Ichiki utilizó este permiso para preparar el asalto a la ciudad, que intentó en vano el día 9.

### Reacción de los Gobiernos y acuerdo de las autoridades militares de la región

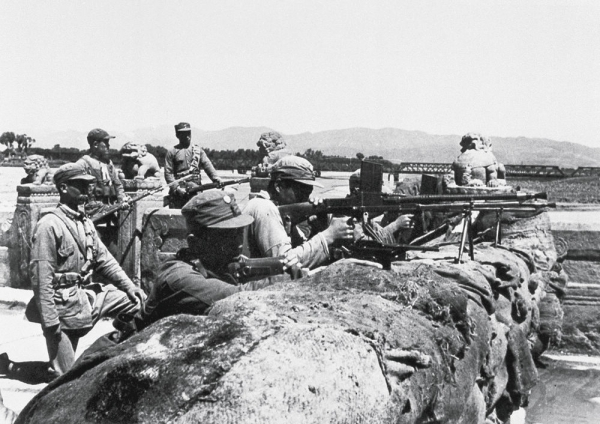
Tropas chinas atrincheradas en algún sitio de avanzada japonesa, los combates se fueron expandiendo más allá del puente.

Mientras, la situación en Pekín y Tokio era muy diferente: Matsui trató de poner pronto fin al incidente con el respaldo del Gobierno japonés. El general Qin Dechun aceptó las condiciones japonesas para acabar con el suceso (disculpa china por el incidente, castigo de los oficiales involucrados, relevo de las tropas de la zona y control de la actividad comunista en la misma). A las 11:00 del 11 de julio de 1937, representantes chinos y japoneses firmaron el acuerdo basado en las condiciones japonesas.
La percepción de los choques, sin embargo, fue muy diferente en Tokio y en Nankín. Mientras el primero apenas le dio importancia y ordenó su resolución local, el segundo ordenó el despacho de cuatro divisiones al sur de Hebei, indicó al cónsul japonés su deseo de que las unidades militares regresasen a sus posiciones originales y se reservó el derecho de revisar cualquier acuerdo local. El envío de tropas chinas al norte causó la reacción militar japonesa: tres divisiones fueron movilizadas en Japón la tarde del 10 de julio. A la mañana siguiente, el Gobierno de Fumimaro Konoe aceptó ordenar la movilización general y presentar a China un escrito oponiéndose a la interferencia de Nankín en los acuerdos locales alcanzados. Por la tarde, llegaron informaciones sobre la probabilidad de que se alcanzase un acuerdo local entre las autoridades militares japonesas y las chinas, pero poco después un informe del agregado militar en Nankín confirmaba el avance de las cuatro divisiones chinas hacia el norte y se ordenó la concentración de tropas de Corea y Manchukuo para actuar en China si resultaba necesario. Al día siguiente, Konoe dio una rueda de prensa en la que produjo la impresión de estar preparando una movilización general, cuando, en realidad, esta había sido anulada la noche anterior ante la noticia del acuerdo en Pekín. Durante los días siguientes, hubo una disputa entre los dos sectores del Ejército japonés: el belicista que deseaba convertir las escaramuzas cerca de Pekín en un conflicto general con China y el opuesto a esta posición. Mientras el alto mando en Japón se mostraba dividido, la mayoría de los oficiales de media y baja graduación de las unidades destacadas en China y Corea se mostraban favorables a la guerra con China.
El Ministerio de Guerra decidió enviar un observador para evaluar la situación sobre el terreno, que viajó a China el 15 de julio y, tras entrevistarse con los mandos locales, recomendó suspender el envío de refuerzos a la zona. Decidió, no obstante, comunicar personalmente sus conclusiones y regresó a Tokio el día 20. Mientras, las informaciones de los agregados militares sobre el avance de las unidades chinas y la presión belicista del Ejército de Kwantung hicieron que el mando de operaciones japonés reclamase la aplicación inmediata del acuerdo de Pekín y convenciese al Gobierno para exigir a Nankín el día 17 el fin de las provocaciones y la aceptación del acuerdo local. La comunicación japonesa, que era completamente opuesta a las exigencias chinas del día anterior, llevó a Nankín a solicitar la intercesión de los países firmantes del Tratado de las Nueve Potencias para resolver el incidente, en vano. El 18 reiteraba su exigencia de aprobar la solución al suceso, su intención de no detener los movimientos de tropas y, en general, rechazaba las condiciones de los japoneses. Para el Gobierno chino se trataba de un asunto de soberanía nacional y se negó a aceptar otra resolución local del conflicto que le perjudicase.

### Estancamiento de las negociaciones y aumento de la tensión

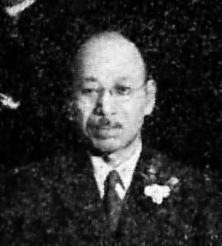
El general japonés Tashiro Kanichirō, comandante del Ejército de China Septentrional, murió de infarto durante el incidente y le sucedió otro general más belicoso.

Mientras los Gobiernos tomaban posiciones cada vez más enfrentadas, los mandos militares locales trataban de calmar la situación. El 19 de julio, ambas partes firmaban un acuerdo detallado para resolver la disputa. Las tropas chinas envueltas en los choques de Wanping fueron retiradas y las barricadas levantadas en Pekín, desmanteladas. El 21 de julio, tras cierta confusión, se rescindió la orden de reforzar las unidades japonesas en el norte de China; los mandos chinos locales habían comenzado a aplicar el acuerdo alcanzado originalmente. Esta acción, a falta de la orden del Gobierno de Nankín de detener la marcha de sus unidades al norte del Yangzi, era temporal, y el Gobierno de Tokio trató de lograr que Jiang Jieshi aceptase el acuerdo alcanzado en Pekín para resolver el conflicto y parase el avance de sus unidades hacia el norte. El mismo día, ante el aumento de tensión entre los dos Gobiernos, los británicos abandonaron sus conversaciones con los japoneses sobre China. Japón, que no había respondido a la oferta de mediación británica, acabó por rechazarla poco después de la declaración británica. El 23, sin embargo, la situación en los alrededores de Pekín empeoró notablemente: se detuvo la retirada de la 37.ª División —la unidad involucrada en las escaramuzas originales— y el 39.º Ejército chino se acantonó en Pekín, infringiendo un acuerdo anterior. La noche anterior había llegado a la ciudad el vicejefe del Estado Mayor chino, posiblemente responsable de estas órdenes. El 24 los mandos japoneses trataron de convencer al general Song Zheyuan de continuar con la aplicación del acuerdo alcanzado, sin éxito.

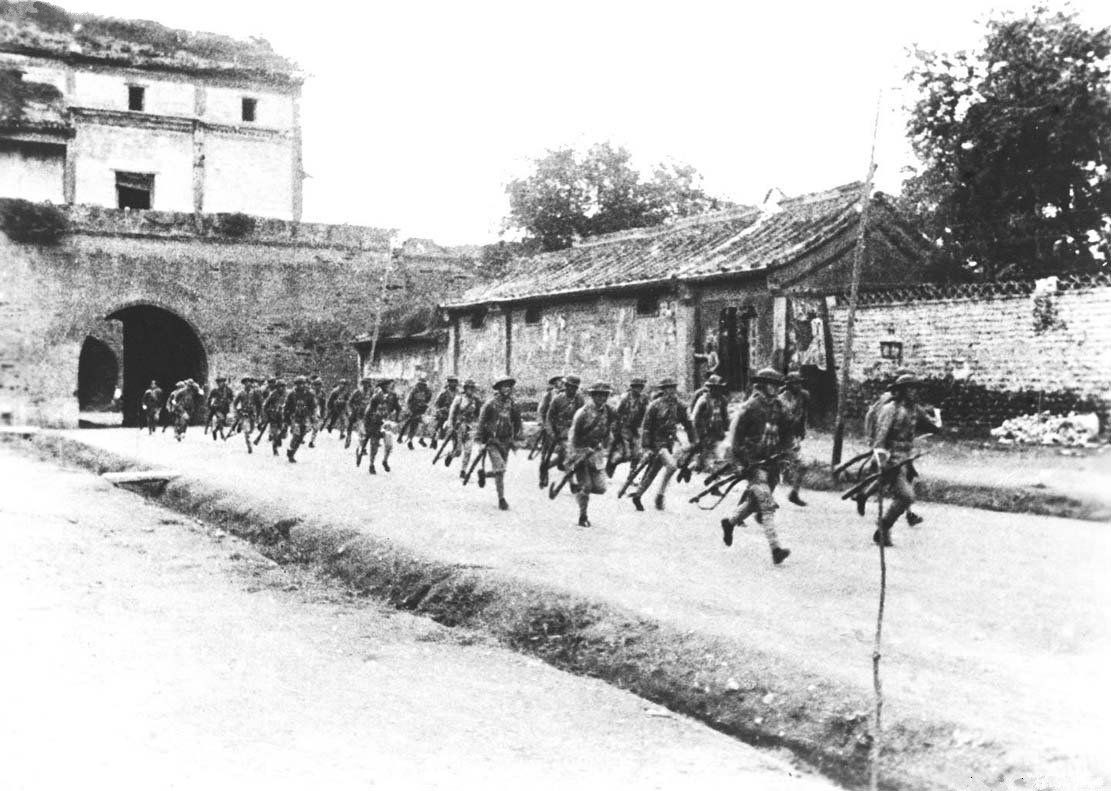
Tropas chinas en Wanping.

Estancadas las negociaciones entre los Gobiernos, los nuevos mandos de las unidades de la región comenzaron a prepararse para un enfrentamiento. El 25 de julio, se produjeron las primeras escaramuzas al suroeste de Pekín y el comandante japonés, el general Kiyoshi Katsuki, que había sucedido al fallecido Tashiro al mando del Ejército de China Septentrional, presentó un ultimátum a su oponente chino, exigiendo la retirada de las unidades chinas de la zona de Wanping, al que los chinos respondieron con un ataque desde esta localidad el 27. Esa noche, tropas chinas atacaron a una compañía japonesa enviada a reparar el telégrafo entre Pekín y Tianjin. El alto mando nipón aprobó la decisión de Katsuki de expulsar por la fuerza a los chinos el 28 si estos no se habían retirado para entonces. El 28, reforzado por unidades del Ejército de Kwantung y la 20.ª División, el Ejército de China Septentrional de Katsuki rodeó y batió a las unidades chinas. Derrotadas, las tropas chinas se retiraron de Pekín con el permiso de los mandos japoneses. El 29 las unidades japonesas tomaban el puente de Marco Polo y avanzaban hacia el sur, asegurando la orilla izquierda del Yongding.
Los combates cesaron temporalmente, en espera de la consecución de un acuerdo definitivo entre los Gobiernos. En un día, ante la escasa resistencia de las unidades chinas, las tropas japonesas se habían hecho con el control de la región entre Pekín y Tianjin.

### Fracaso de las conversaciones y extensión de los enfrentamientos
Las condiciones del Gobierno de Tokio para un acuerdo final, comunicadas a los chinos el 10 de agosto, nunca recibieron respuesta: el 16 se generalizaron los enfrentamientos militares entre ambos países después de estallar los choques en Shanghái el 9 de agosto y romperse las conversaciones recién iniciadas ese mismo día. El Gobierno japonés había exigido las siguientes condiciones para dar por zanjado el Incidente del puente Marco Polo:
- La desmilitarización de la zona de Pekín-Tianjin.
- El permiso para que Nankín extendiese su administración al norte del país, siempre que sus miembros fuesen favorables a la cooperación sino-japonesa.
- La promesa del Gobierno chino de mostrarse dispuesto a negociar un tratado general.

El gabinete decidió, antes del rechazo chino y de la extensión de los combates, que la normalización de las relaciones entre los dos países, que podía llevar a admitir la extensión de la influencia del Gobierno de Nankín en Suiyuan y Mongolia Interior, se debía basar en la firma de un acuerdo contra los comunistas, la eliminación por aquel de los elementos hostiles a Japón y el reconocimiento de hecho de Manchukuo.

## Consecuencias

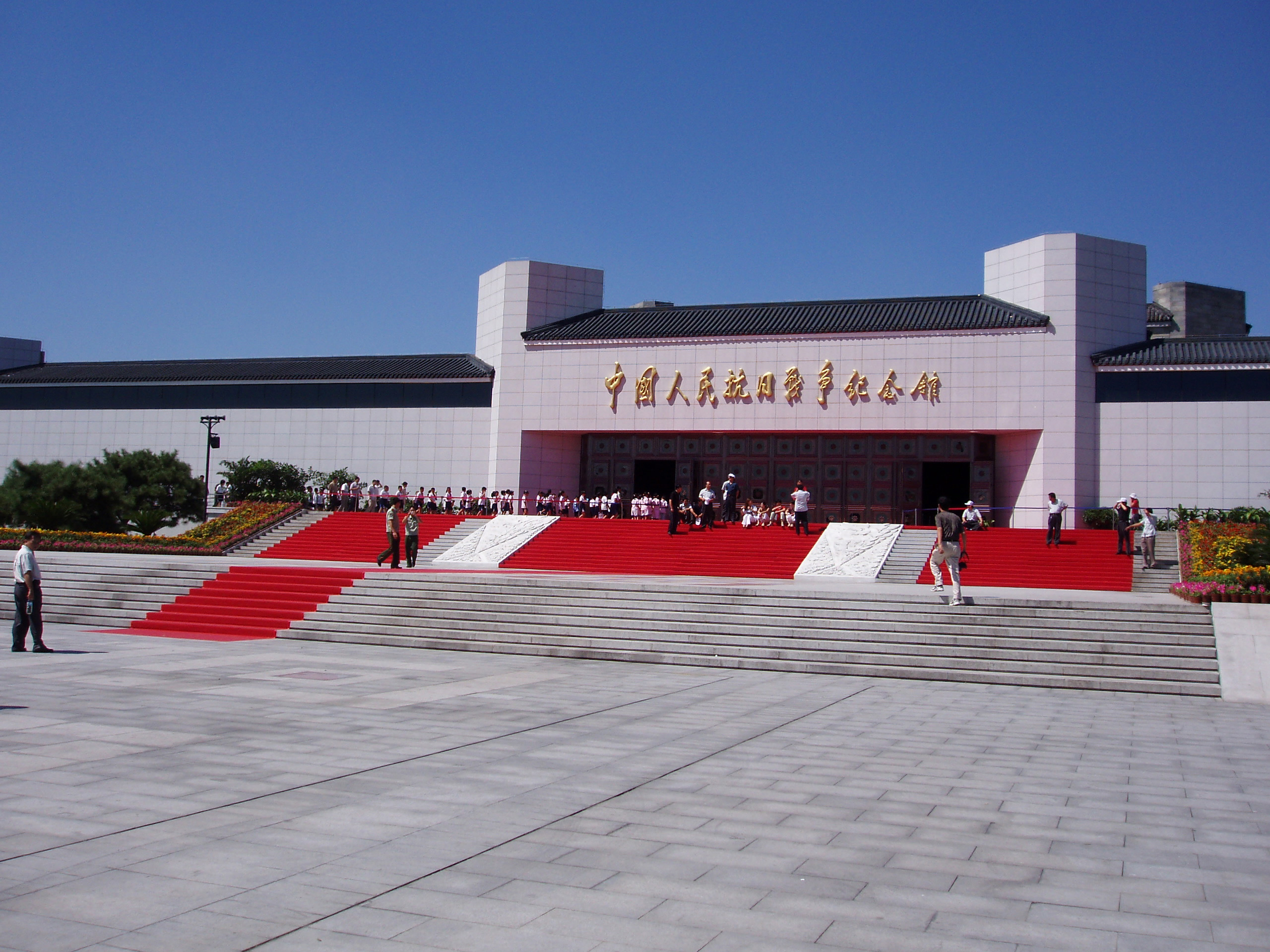
Museo de las guerras antijaponesas.

Las escaramuzas alrededor de Pekín aumentaron la tensión entre los dos Gobiernos, pero no llevaron directamente a la guerra. En la práctica, el incidente había quedado resuelto a finales de julio, pero la extensión de los choques a Shanghái produjo el estallido de la contienda a mediados de agosto, principalmente por la petición de la Armada japonesa de enviar refuerzos a esta ciudad. El Gobierno japonés, deseoso de someter al Gobierno Nacionalista de Nankín y convertirlo en un títere, no esperaba, sin embargo, tener que emprender para ello una conquista militar de China, sino lograrlo mediante la intimidación. Jiang Jieshi, por su parte, no albergaba esperanzas de que China por sí sola pudiese derrotar a Japón, pero confiaba en lograr la victoria final gracias a tres factores: la continuada resistencia china a Japón, la intervención de las potencias (especialmente la URSS) contra este y la posibilidad de llegar a algún tipo de acuerdo finalmente con el Imperio.
En el lugar del incidente se levantó un museo que abrió sus puertas en el cincuenta aniversario del choque.